# Novoshájtinsk

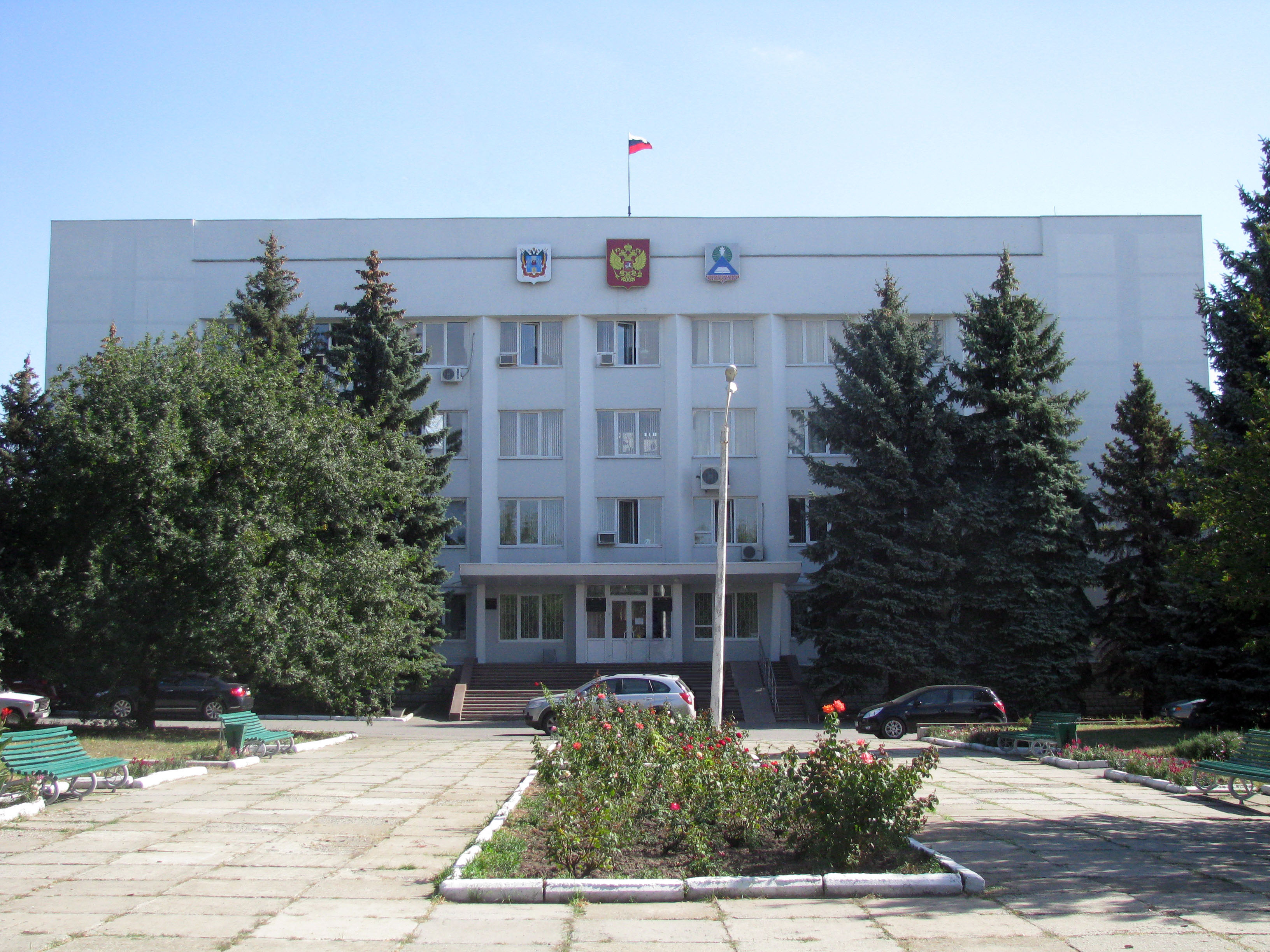
Novoshájtinsk

Novoshájtinsk (Новоша́хтинск en ruso) es una localidad rusa del óblast de Rostov fronteriza con Ucrania a 60 km al norte de Rostov del Don.

## Demografía
| 1926  | 1939   | 1959    | 1970    | 1979    | 1989    | 2002    | 2008    |
| ----- | ------ | ------- | ------- | ------- | ------- | ------- | ------- |
| 7 000 | 48 000 | 104 000 | 102 000 | 104 200 | 107 800 | 101 131 | 114 451 |